# SD Worx
SD Worx is de handelsnaam van een internationaal netwerk van bedrijven met de hoofdzetel te Antwerpen in België. Het is een sociaal secretariaat dat diensten rond human resources levert. Het levert dienstverlening rond het tewerkstellen van personeel: loonberekening en -administratie, sociale wetgeving, internationale verloning en fiscaliteit en human resources. Op deze vlakken biedt het bedrijf naast dienstverlening en advies ook gespecialiseerde software, ERP-software-implementaties en opleidingen. Bedrijven kunnen bij SD Worx ook terecht voor outsourcing van hun verloningen en HR-werkzaamheden.

## Kantoren
In België heeft SD Worx 31 kantoren (onder andere in Antwerpen HQ, Brussel, Aalst en Gent). In Duitsland elf kantoren (onder andere te Frankfurt, Berlijn en München).
In Nederland heeft SD Worx 28 Kantoren verspreid over het land. In het Verenigd Koninkrijk en Noord-Ierland vijf kantoren. In Frankrijk twee kantoren (Parijs en Bidart), net als in Oostenrijk (Wenen, Pasching). In Luxemburg (Capellen), Ierland, Mauritius als Zwitserland is er één vestiging.
De overige landen bedient SD Worx vanuit een netwerk van strategische partners: de Payroll Services Alliance.

## Geschiedenis
SD Worx werd op 22 oktober 1946 als de vzw Sociale en Fiscale Dienst van het VEV opgericht. Oprichter was het Vlaams Economisch Verbond (VEV). Aan het hoofd kwam Jozef Van den Eede te staan. In de periode van wederopbouw na de Tweede Wereldoorlog was er vraag naar het uitbesteden van een gedeelte van de bedrijfsadministratie. De eerste tien jaar bestond het klantenbestand van de Sociale Dienst VEV voornamelijk uit kleine bedrijven. Naarmate de economie terug heropleefde, het klantenaantal toenam en de sociale wetgeving complexer werd nam het bedrijf steeds meer zijn toevlucht tot mechanische processen om de documenten en berekeningen efficiënter aan te maken. In 1965 introduceerde SD als eerste sociaal secretariaat het gebruik van een computer in de bedrijfsvoering. Hierdoor kon ook de markt van de grotere bedrijven aangeboord worden.
In 1975 werd het aanbod verruimd van personeelsbeheer naar human resources in bredere zin. Na 40 jaar trad stichter-voorzitter Van den Eede terug in 1985 en werd hij opgevolgd door Jan van den Nieuwenhuijzen die het bedrijf leidde tot 2012. In 2013 werd Steven Van Hoorebeke CEO, sinds 2019 vervult Kobe Verdonck die functie.
In 1997 werd de naam Sociale Dienst VEV ingeruild voor SD Worx.
SD Worx startte zijn internationale expansie met een eigen kantoor in Luxemburg in 2003, gevolgd door een vestiging in Nederland in 2005, drie kantoren in Frankrijk in 2007 en drie kantoren in Duitsland in 2008. Daarnaast richtte het bedrijf ook de Payroll Services Alliance op, een netwerk in 20 landen. In 2015 nam SD Worx in Nederland CTB A&A over en sloot een joint venture met CTB Personele systemen.
In augustus 2015 werd Ceridian lid van de Payroll Services Alliance waardoor SD Worx nu ook in de Verenigde Staten en Canada actief is.
SD Worx nam in 2016 zowel de Duitse HR-dienstverlener Fidelis HR als de Britse en Ierse afdeling van Ceridian over, inclusief Mauritius. SD Worx is daardoor aanwezig in 10 landen. Door de toetreding van Ascender kan de Payroll Services Alliance nu ook in Azië en Oceanië klanten verwelkomen.
SD Worx Holding nam in 2017 uitzendbureau VIO Interim en in 2018 Flexpoint Group over, en stapte zo in de groeiende markt voor flexibel werk. Deze tak heet SD Worx Staffing Solutions. 
De internationale expansie van SD Worx ging verder met de overnames van het Nederlandse Pointlogic HR in 2020, het Scandinavische Aditro in 2021, het Roemeense Romanian Software S.R.L. en het Italiaanse F2A in 2024. 
In 2023 nam de investeringsgroep CVC voor 22,5% aandeelhouder van SD Worx. Het betaalde ongeveer 400 miljoen euro voor de instap.

## Structuur
Sinds de instap van CVC in 2023 telt SD Worx twee aandeelhouders: de holding WorxInvest (77,5%) en CVC (22,5%).

### WorxInvest
WorxInvest werd in mei 2023 als investerings- en holdingvennootschap opgericht. De vennootschap is volledig in handen van de coöperatieve vennootschap SD Worx for Society, die op haar beurt in handen is van twee private stichtingen, SD en SD Patrimonium. SD Worx is een sociaal secretariaat, maar alle andere activiteiten zijn ondergebracht in commerciële vennootschappen met de private stichtingen SD en SD Patrimonium als uiteindelijke aandeelhouders en met de coöperatieve vennootschap SD Worx for Society als tussenstructuur.
WorxInvest is meerderheidsaandeelhouder van SD Worx, eigenaar van de vastgoedpoot SD Worx Real Estate en bezit participaties in bedrijven als i3-Group (digitale onderwijstechnologie), HazelHeartwood (managementadvies) en Assusoft (hr-software).
In november 2023 nam WorxInvest het resterende belang van 27,65% van de Vlaamse Regering in investeringsmaatschappij Gimv over. De transactiewaarde werd op 375 miljoen euro vastgesteld.

## Sponsoring
Het in 2018 overgenomen Limburgse Flexpoint, sponsorde van 2005 tot en met 2009 de professionele vrouwenwielerploeg Team Flexpoint. SD Worx volgde dezelfde strategie om meer bekendheid te krijgen en werd in 2020 co-sponsor van wielerploeg Boels-Dolmans. Vanaf 2021 ging deze ploeg verder als Team SD Worx. Sinds de invoering van de UCI Women's World Tour in 2016, heeft de ploeg bijna elk ploegenklassement van de jaarlijkse World Tour gewonnen.

## Slogans
Het bedrijf had als slogan eerst SD Worx works. Het bijbehorende reclamespotje gebruikte de melodie van Wordy Rappinghood, een nummer uit 1981 van Tom Tom Club. Sinds 2020 is de slogan For Life, For Work.  